# Rongshui (köping i Kina)
Rongshui (kinesiska: 融水镇, 融水) är en köping i Kina. Den ligger i den autonoma regionen Guangxi, i den södra delen av landet, omkring 270 kilometer norr om regionhuvudstaden Nanning. Antalet invånare är 100331. Befolkningen består av 49 158 kvinnor och 51 173 män. Barn under 15 år utgör 17,0 %, vuxna 15-64 år 74 %, och äldre över 65 år 7,0 %.
Genomsnittlig årsnederbörd är 2 212 millimeter. Den regnigaste månaden är juni, med i genomsnitt 476 mm nederbörd, och den torraste är januari, med 67 mm nederbörd.